# 虎LIVE!
虎LIVE!（とらいぶ）は、2007年4月10日から6月26日まで関西テレビ放送で放送されていたミニ番組である。今まで関西テレビには野球中継を除く阪神タイガースに関係する番組がなく、この番組が実質的な初の番組である。また折しも関西テレビが阪急阪神東宝グループの一員になっていることも影響しているものと思われる。

## 進行
- 片岡篤史（キャスター初挑戦）

## 放送
- 火曜日・21:54 - 22:00
- FNNスーパーニュースアンカーのスタジオから生放送

## 内容
阪神タイガースの試合速報や最新情報をたっぷりと伝えた他、選手インタビューもあった。